# Saint-Paul-lès-Durance
Saint-Paul-lès-Durance è un comune francese di 987 abitanti situato nel dipartimento delle Bocche del Rodano della regione della Provenza-Alpi-Costa Azzurra.
Nel comune è situato il centro di ricerca nucleare Cadarache, dove è in corso la costruzione del reattore nucleare a fusione ITER.

## Società

### Evoluzione demografica
Abitanti censiti